# هوارد كينت ووكر
هوارد كينت ووكر (بالإنجليزية: Howard Kent Walker)‏ هو دبلوماسي أمريكي، ولد في 3 ديسمبر 1935 في نيوبورت نيوز في الولايات المتحدة.